# 戸板中学校いじめ自殺事件
戸板中学校いじめ自殺事件（といたちゅうがっこういじめじさつじけん）は、2012年（平成24年）12月8日に戸板中学校（現：三田国際学園中学校）の一年生の女子生徒がいじめを苦に自殺した事件。

## 概要
2012年（平成24年）12月8日夕方、小田急小田原線座間駅で戸板中学校一年生の女子生徒が特急ロマンスカーにはねられて死亡した。鞄からは遺書が見つかったため警察は自殺と見た。自殺以前に父親からいじめがあるようだと学校に相談され、学校側は自殺した生徒と面談したが、いじめとは断定できないとしていた。自殺した生徒は自身のノートにいじめを行った生徒の名前を挙げて「いろいろされていた」と書いていた。コンビニエンスストアの弁当を持ってきていることに対して自分で作った弁当を持ってくるように言われたり、一人で昼食を食べていることを馬鹿にされたり、部活動の際には頭を小突かれたりするなどの行為がされていた。自殺の翌日には緊急保護者会が開かれ事情を説明。二日後には全校集会が開かれ黙祷が捧げられた。
2013年（平成25年）2月23日には学校側からの記者会見が行われた。ここで最初はからかいだったが、次第にエスカレートしていじめとなり自殺の原因となったと推測する調査結果が発表された。2012年7月に秘密にしていたことを知られたことをきっかけにからかわれるようになったとされている。これが10月にはインターネットのメールやサイトで同級生から中傷され、11月には「キモい、ウザい」のような言葉を浴びせられるまでになり、携帯電話のメールを勝手に見られたり無断でメールを送られたりという行為までされるようになっていた。ジュース代として貸した金銭が返ってこないこともあった。自殺当日には昼食時に言葉によるいじめを受け、これが自殺へと背中を押すきっかけとなったと校長は認めた。